# フットワークエクスプレス北海道
フットワークエクスプレス北海道株式会社（フットワークエクスプレスほっかいどう、英: FootworkExpressHokkaido Co.,Ltd.）は、かつて存在した日本の運送会社。通称「フット北海道」。

## 概要
北海道を中心とした路線貨物自動車運送事業（現・特別積合せ貨物運送）社。元々は京都府京都市にて「大栄運輸興業」として創業した。
京都-北海道間の長距離輸送を開始したことから、社容拡大とともに北海道での営業地盤を広げ、会社営業がピークとなった頃には、道内全土をほぼ自社ネットワークでカバーしていた。なお、「営業がピークになった」とされる1986年3月期の年収入高は、約134億4400万円を計上していた。その頃には、「3S便の大栄運輸」のキャッチフレーズにて道内のラジオ放送等広く広告宣伝がなされていた。
1986年、日本運送（現・トールエクスプレスジャパン）と資本提携し傘下入りする。傘下入りすることにより、全国ネットの運送網を生かし業績拡大を目論んでいた。
そして、1990年に日本運送が「フットワークエクスプレス」に社名変更したことに合わせ、社名を「大栄運輸興業」から「フットワークエクスプレス北海道」に変更。その翌年、本社札幌移転を果たし、名実ともに北海道の会社となった。
しかし2001年3月、海外投資失敗や業績低迷などから経営難に陥った親会社のフットワークエクスプレスに連鎖し倒産。フットワークエクスプレス北海道社単体での負債総額74億円。一度目の倒産は、大阪地裁への民事再生法適用の申請で、2002年10月には再生計画の認可決定が確定。再生債権を95%カットした後、残り5%の弁済を続け、従業員削減や賃金カットなどを実施し採算確保に注力。事業規模を縮小して営業を続け、3年経過した2005年10月には再生手続き終結決定を受けており、この時点では事業継続していた。
2005年12月現在の業容
```
札幌本社 - 北海道札幌市手稲区
道内拠点 : 札幌支店（本社と同住所に所在）・北海道区域支店（本社と同住所に所在）・旭川支店（旭川市流通団地）、以下 営業所 : 8箇所（北見・砂川・函館・苫小牧・倶知安・帯広・釧路・紋別）、稚内での業務は稚内通運株式会社への委託
道外拠点 : 関東支店（
葛西トラックターミナル
施設棟に所在）・関西支店（滋賀県栗東市）、新潟出張所（新潟市古湊町）
従業員数 : 470名（2005年3月現在）
保有車輛数 : 526台（内訳 : トラクター : 48輌、トレーラー : 173輌、大型車（11t） : 9輌、中型車（4t） : 168輌、小型車（2〜3t）79輌、その他 : 49輌）
関連会社 : 1社（フットワークトランスポート札幌 : 保険代理店業務）
```

しかし、道内経済は低迷、物流需要の停滞し受注が伸び悩んだことなどから2007年12月期の年収入高は約43億2900万円と頭打ちの状況が続くなか、車輛老朽化や燃料高騰の影響から2007年12月期の純損失が2億6200万円と、資金繰りは悪化を辿る。
```
2008年
6月現在
[
6
]
[
7
]
の業容
札幌本社 : 北海道札幌市手稲区
道内拠点 : 札幌支店（本社と同住所に所在）・札幌支店運行課（本社と同住所に所在）・旭川支店（旭川市流通団地）、以下 営業所 : 8箇所（北見・砂川・函館・苫小牧・倶知安・帯広・釧路・紋別）、稚内での業務は稚内通運株式会社への委託
道外拠点 : なし
従業員数 : 360名
保有車輛数 : 385輌（内訳 : トラクター : 28輌、トレーラー : 71輌、大型車(11t) : 9輌、中型車(4t) : 171輌、小型車(2?3t) : 65輌、その他 : 41輌）
関連会社 : 1社（フットワークトランスポート札幌 : 保険代理店業務）
```

民事再生手続き以後も採算確保に注力していたものの物流需要の伸び悩みが企業体力を蝕んてしまった結果、2009年2月20日事業停止。負債総額は約20億円、約360人の従業員は全員解雇。事後処理を弁護士に一任するに至った。

## 沿革
- 1963年（昭和38年）9月 - 京都市南区吉祥院にて大栄運輸興業株式会社を設立（資本金 400万円）[9]。
- 1964年（昭和39年）11月 - 「一般区域貨物自動車運送事業[10]」の免許取得、営業開始[9]。
- 1966年（昭和41年）7月 - 札幌市に札幌出張所を開設[9]。
- 1966年（昭和41年）9月 - 北海道向け急行トラック便を開発し、「京都⇔北海道」を結ぶ陸上トラック輸送を開始[9]。
- 1970年（昭和45年）8月 - 新日本海フェリー が、舞鶴小樽航路を同年7月に開始。同航路を利用したトレーラーの無人航送を開始[9]。
- 1971年（昭和46年）6月 - 北海道においての「一般区域貨物自動車運送事業[10]」の免許取得[9]。
- 1971年（昭和46年）12月 - 滋賀営業所[11]を設置[9]。
- 1973年（昭和48年）4月 - 函館営業所設置[9]。
- 1973年（昭和48年）10月 - 札幌営業所を札幌支店に昇格[9]。
- 1976年（昭和51年）7月 - 旭川支店設置[9]。
- 1978年（昭和53年）3月 - 砂川営業所設置[9]。
- 1978年（昭和53年）6月 - 苫小牧営業所設置[9]。
- 1978年（昭和53年）9月 - 北見営業所設置[9]。
- 1978年（昭和53年）11月 - 稚内営業所設置[9][4]。
- 1981年（昭和56年）5月 - 帯広営業所設置[9]。
- 1981年（昭和56年）5月 - 釧路営業所設置[9]。
- 1983年（昭和58年）2月 - 東京営業所を設置[9]。
- 1983年（昭和58年）5月 - 北海道においての「一般路線貨物自動車運送事業[10]」の免許取得[9]。
- 1983年（昭和58年）9月 - 紋別営業所設置[9]。
- 1984年（昭和59年）8月 - 東京苫小牧航路を利用したフェリー路線事業の免許[12]取得[9]。
- 1985年（昭和60年）3月 - 滋賀県を発地とする二つの航路、敦賀小樽航路・舞鶴小樽航路を利用したフェリー路線事業の免許[12]取得[9]。
- 1985年（昭和60年）10月 - 首都圏を事業区域とする貨物自動車運送事業の免許取得[9]。
- 1986年（昭和61年）6月 - 日本運送株式会社（現トールエクスプレスジャパン）と資本提携[9]。
- 1987年（昭和62年）5月 - 札幌に「新ターミナル」を建設、移転[9]。
- 1987年（昭和62年）10月 - 倶知安営業所設置[9]。
- 1990年（平成2年）1月 - 社名改称「フットワークエクスプレス北海道」となる[9]。
- 1991年（平成3年）4月 - 本社北海道札幌市移転[9]。
- 1995年（平成7年）8月 - 茨城県を営業区域とする「一般貨物自動車運送事業[10]」の認可取得[9]。
- 2001年（平成13年）3月 - 大阪地方裁判所に民事再生申立。
- 2001年（平成13年）12月 - 札幌市を事業区域とする産業廃棄物収集運搬業の認可を得る[9]。
- 2002年（平成14年）1月 - 北海道を事業区域とする産業廃棄物収集運搬業の認可を得る[9]。
- 2002年（平成14年）9月 - 民事再生計画可決認可、翌10月に再生計画認可確定。
- 2005年（平成17年）10月 - 民事再生手続きの終結決定。
- 2008年（平成20年）6月 - 共通運送株式会社と業務提携[9]。
- 2009年（平成21年）2月20日 - 自己破産申請、負債総額30億円超。

## その他
- フットワークエクスプレス北海道社の業務内容には、「農水産物、洋品雑貨、日用品雑貨、食料品並びに天然飲料水、清涼飲料水、果汁入り飲料水の販売業務」というものが存在した[5][7]。かつて、産地直送で名を馳せた「フットワークうまいもの便[13]」取扱を指す [14][15]ものである。